# قلعة كيوسو
قلعة كيوسو (باليابانية: 清洲城 Kiyosu-jō) هي قلعة يابانية بنيت بين الأعوام 1394 - 1427 تقع في كيوسو في محافظة آيتشي في اليابان. اشتهرت لكونها مزامنة لفترة سينغوكو وأودا نوبوناغا.

## معرض صور

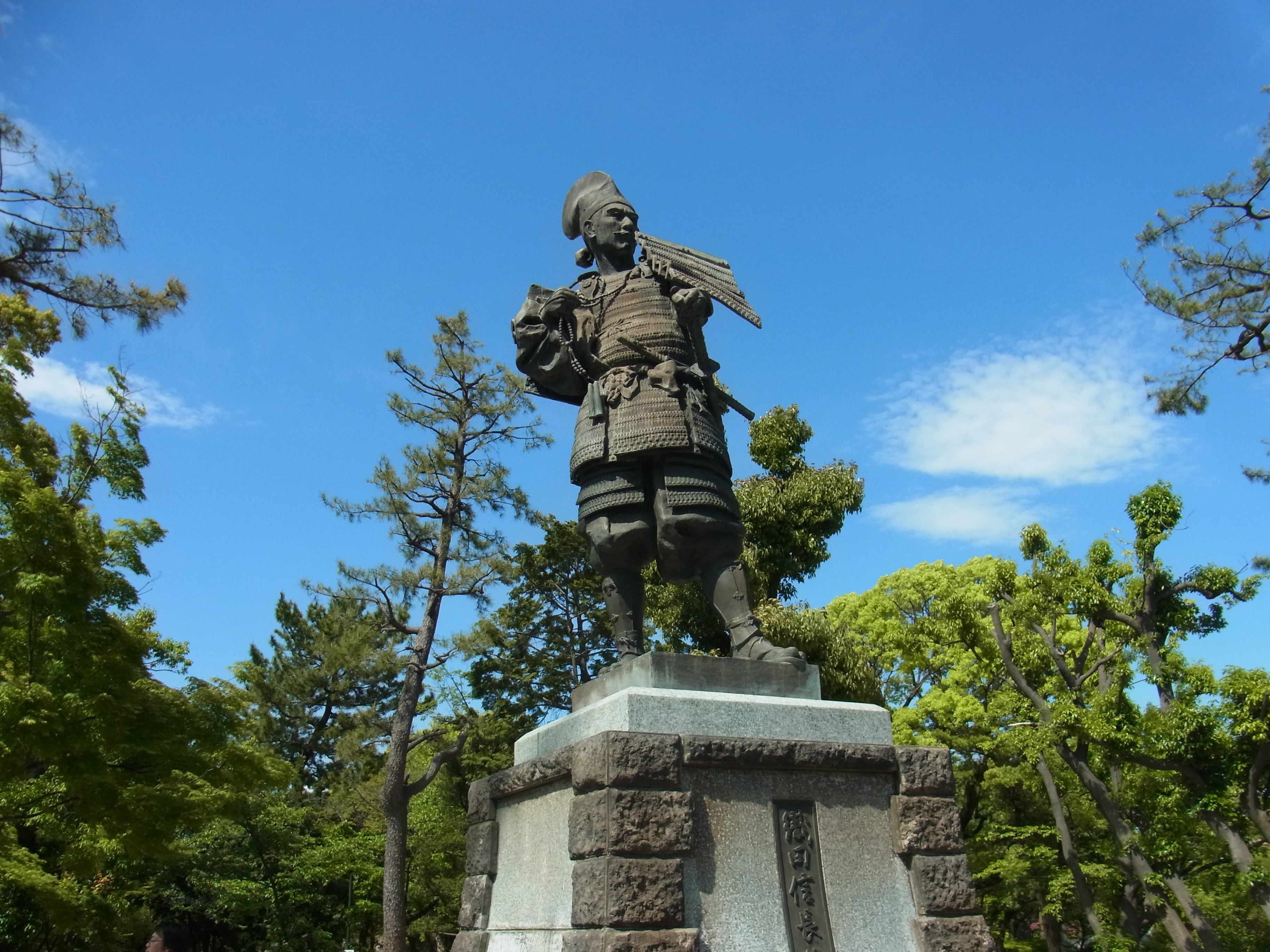
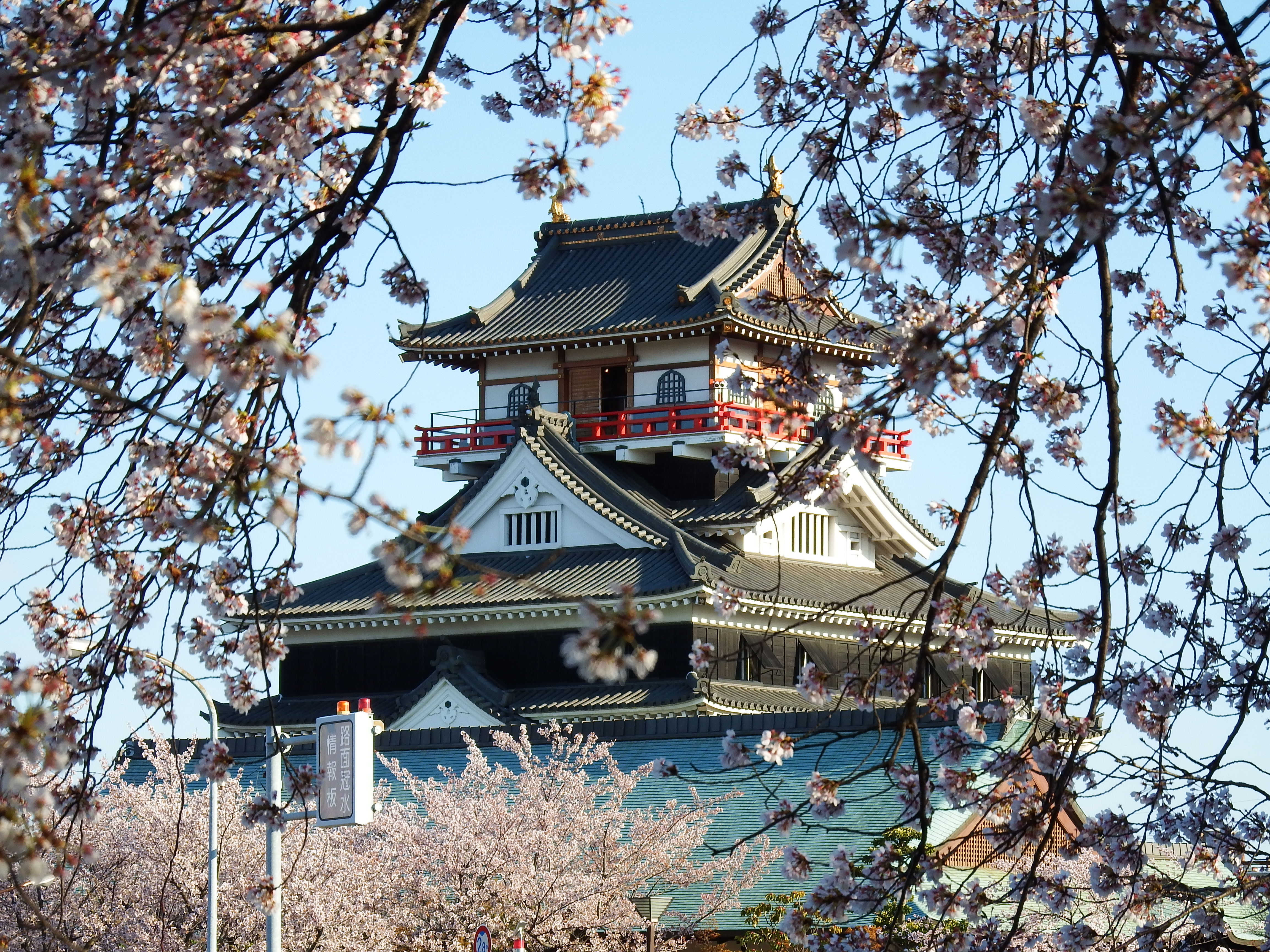
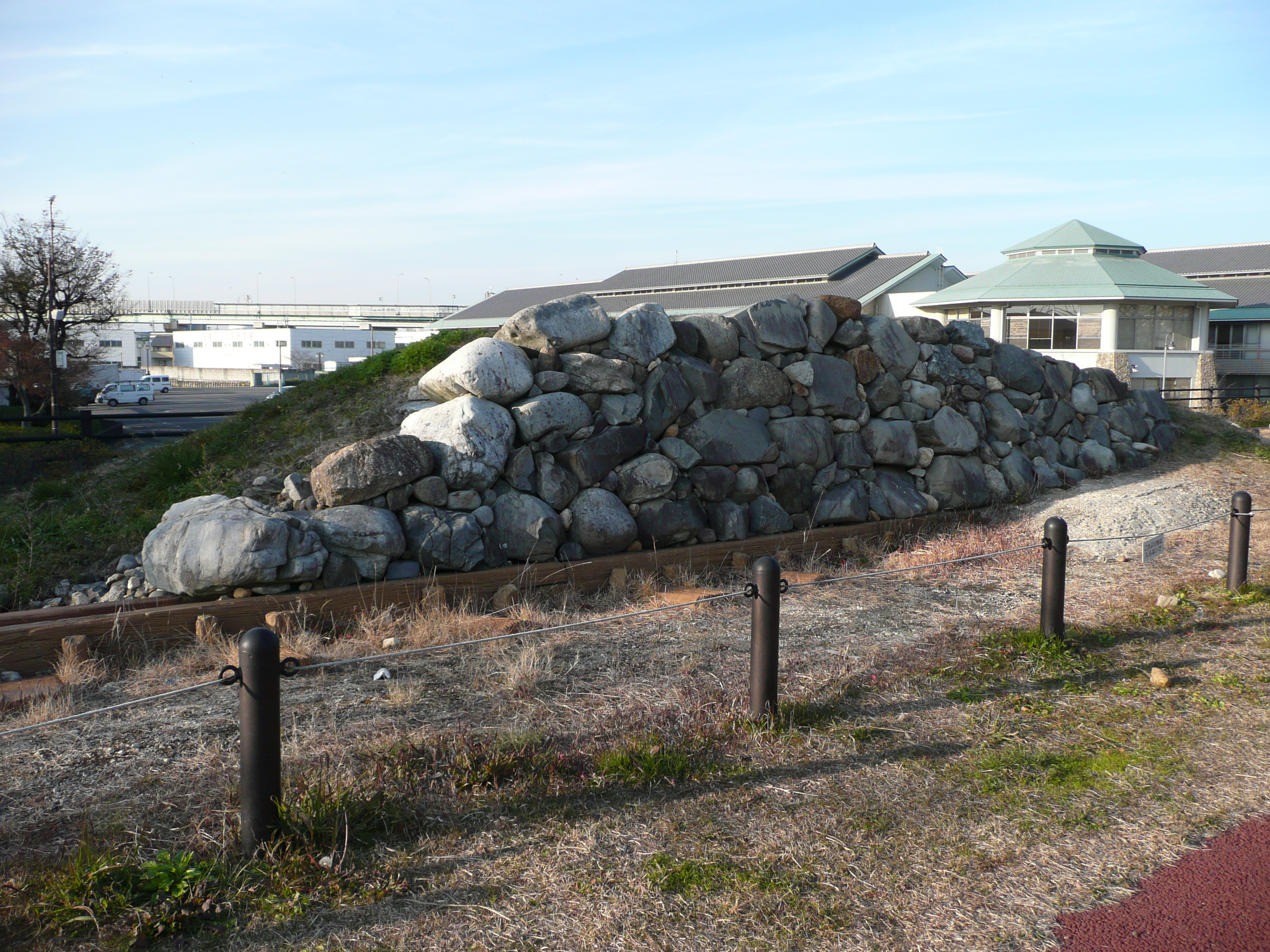
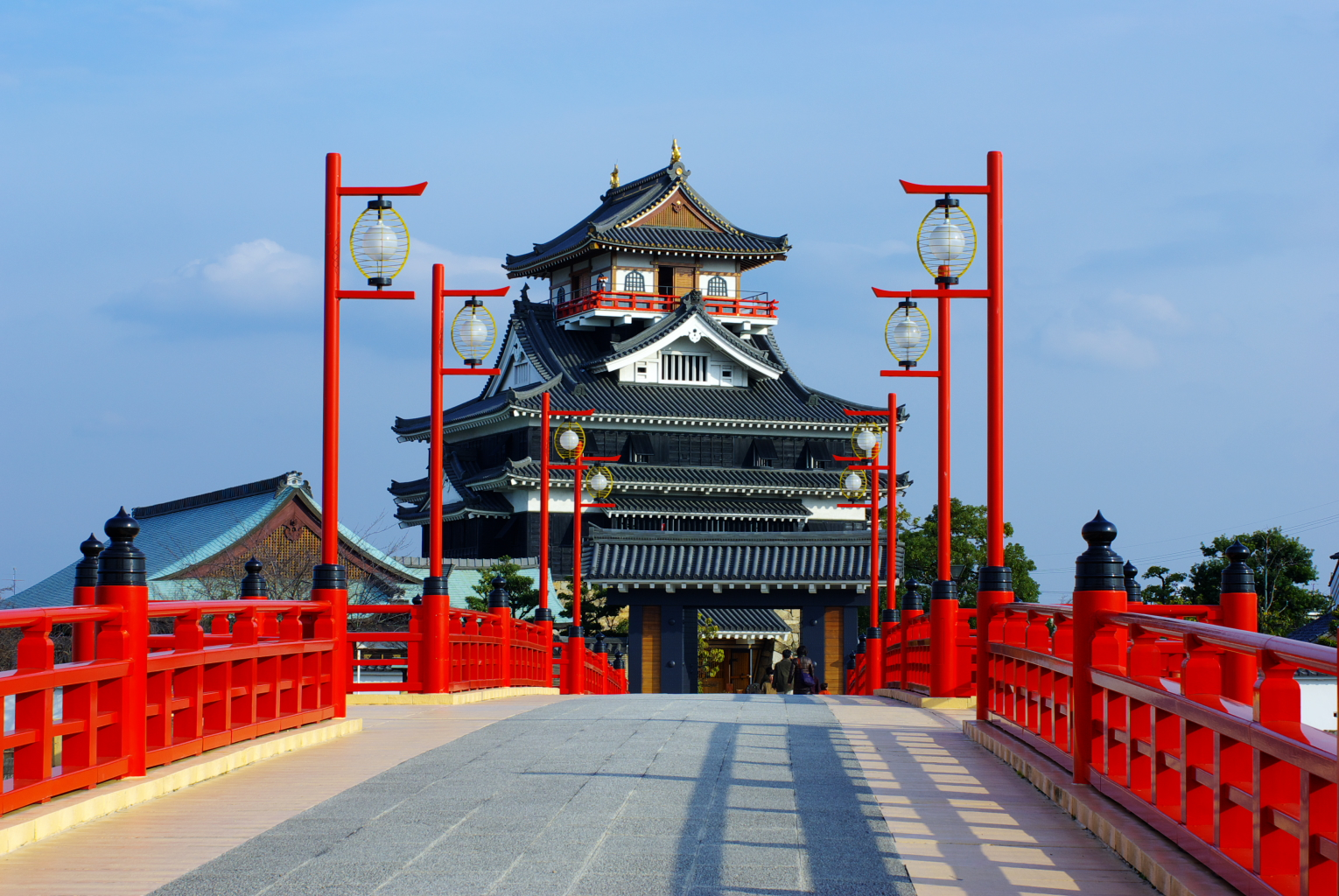
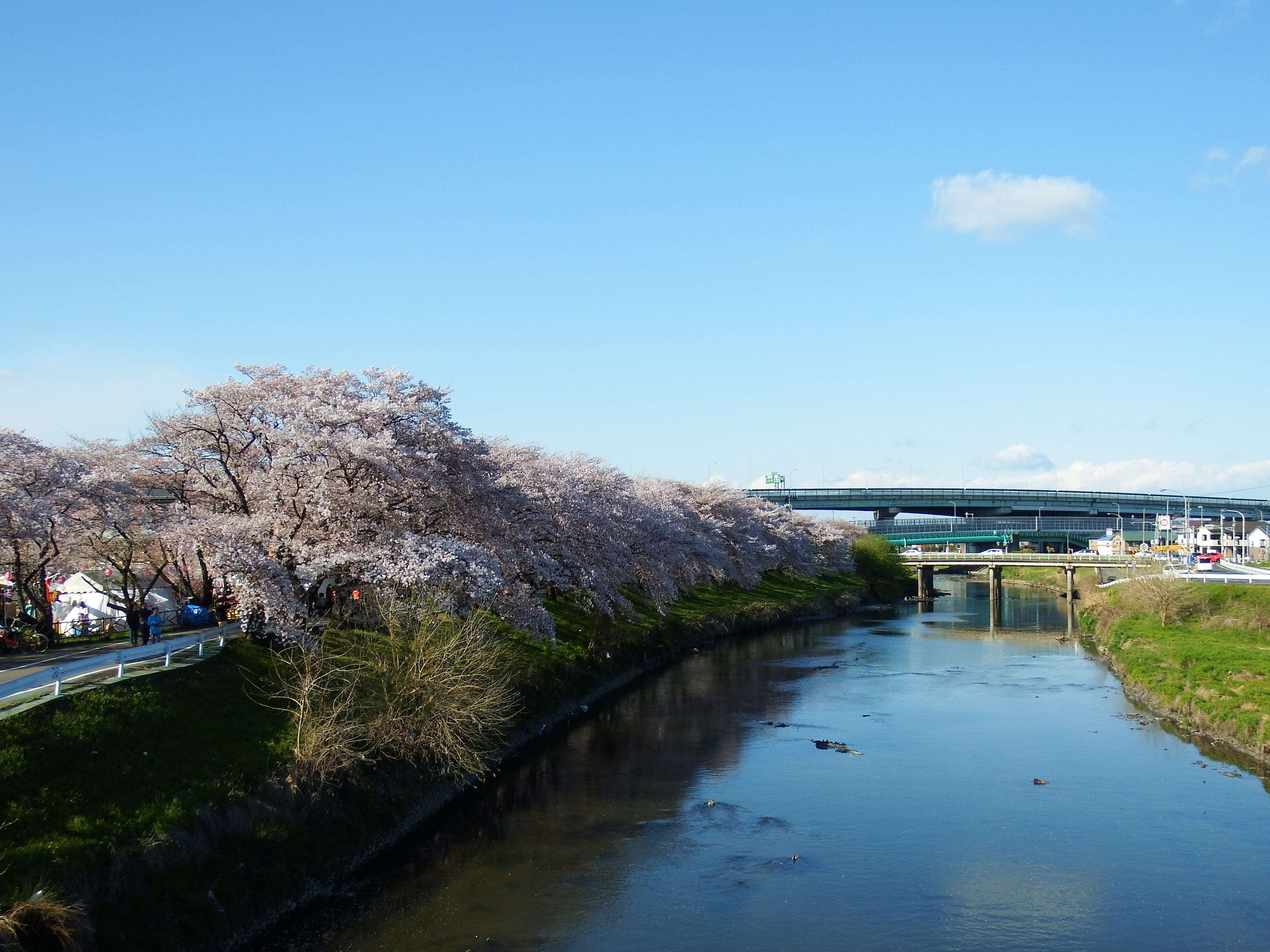